# Vladimir Semenets
Volodymyr Ivanovych Semenets (em russo:  Владимир Иванович Семенец; nascido em 9 de janeiro de 1950) é um ex-ciclista soviético.
Representou sua nação nos Jogos Olímpicos de Verão de 1972, em Munique na prova de tandem velocidade e terminou em primeiro lugar, conquistando a medalha de ouro.